# Коробейникова, Лариса Александровна
Лари́са Алекса́ндровна Коробе́йникова (род. 12 сентября 1958, Томск) — советский и российский философ, культуролог. Доктор философских наук, профессор, профессор Национального исследовательского Томского государственного университета. Член-корреспондент Сибирской академии наук высшей школы (САН ВШ). Член Союза журналистов России. Специалист по философии культуры.

## Биография
Лариса Коробейникова родилась в Томске 12 сентября 1958 г. в семье учёных. Отец — Александр Феопенович Коробейников (род. 1934), доктор геолого-минералогических наук, профессор Томского политехнического университета. Мать — Елизавета Степановна Коробейникова (1932—2001), кандидат геолого-минералогических наук.
В 1975 г. окончила школу № 15 в городе Томске и поступила на филологический факультет Томского государственного университета, который окончила в 1980 г., защитив дипломную работу «Н. В. Гоголь в оценке современной зарубежной критики». В 1989 г. защитила кандидатскую диссертацию «Методы науки в художественной деятельности: философский анализ» (науч. рук. доктор философских наук В. А. Дмитриенко). В 1994 г. защитила докторскую диссертацию «Современная культура: альтернативы развития». Принимала участие в крупных научных конференциях, в том числе во Всемирных философских конгрессах в Москве (1993) и Бостоне (1998).
Профессор кафедры культурологии и музеологии Томского государственного университета. Член-корреспондент Сибирской академии наук высшей школы (САН ВШ).

## Награды
- Медаль «За заслуги перед ТГУ» (1998)
- Нагрудный знак «Почётный работник высшего профессионального образования Российской Федерации» (2003)
- Нагрудный знак «За развитие научно-исследовательской работы студентов» (2006)

## Основные работы
- Коробейникова Л. А. Современная культура: Альтернативы развития. Под ред. А. К. Сухотина; Том. гос. ун-т. — Томск : Издательство Томского университета, 1993. 115 с.
- Коробейникова Л.A. Метаморфозы техногенной культуры. — Томск, 1997. 140 с.
- Коробейникова Л.A. Альтернативная парадигма культурфилософии.- Томск: Изд-во Том. ун-та, 1999. −160 с.
- Коробейникова Л. А. Глобализация и духовность. Критическое осмысление современного процесса глобализации. — Томск: Изд-во Том. ун-та, 2016. — 104 с.
- Коробейникова Л.А.  Культура многополярного мира: от унификации к разнообразию. ‒ Томск: Изд-во Том. ун-та, 2023. ‒ 168 с.